# Ducato di Limburgo
Il Ducato di Limburgo era uno stato storico del Sacro Romano Impero. Esso era formato dalle moderne regioni belghe di Liegi (parte nord est) e Limburgo, la regione olandese del Limburgo (parte sud), e una piccola parte della Renania Settentrionale-Vestfalia in Germania.
Ai tempi dei Romani, il Limburgo era situato nella regione della Germania Inferiore ed era abitata da tribù celtiche. Le città più importanti erano Maastricht, Verviers e Eupen. Lo storico Ducato di Limburgo nel ventunesimo secolo è territorialmente diviso tra Belgio, Paesi Bassi e Germania.

## Storia
Il Ducato di Limburgo, situato nei Paesi Bassi tra il fiume Mosa e la città di Aquisgrana, fu uno stato del Sacro Romano Impero e della Confederazione germanica. Era formato dalle moderne regioni belghe di Liegi (parte nord est) e Limburgo, la regione olandese del Limburgo (parte meridionale) e una piccola parte della Renania Settentrionale-Vestfalia in Germania.
Il ducato venne fondato nell'XI secolo nell'area attorno alla città di Limburgo, oggi in Belgio. Dopo che Ermengarda, ultima duchessa di Limburgo, era morta senza eredi, nel 1283 scoppiò una guerra di successione. Il Duca di Brabante vinse la battaglia di Worringen nel 1288 ed entrò in possesso del Ducato. Il Limburgo rimase un'entità separata sotto il governo dei borgognoni sino al 1430 e sotto gli Asburgo dopo il 1477. Insieme alla regione dell'Oltremosa (Overmaas, comprendente le terre oltre la Mosa appunto, fra cui Dalhem, Rolduc e Valkenburg), costituì le Diciassette Province. Città di rilevante importanza nel ducato furono Herve, Montzen, Lontzen, Eupen, Baelen e Esneux.
Con la Pace di Vestfalia, che concluse la guerra degli ottant'anni nel 1648, l'Oltremosa venne ceduta alle Province Unite, ottenendo il nome di "Staats-Limburg", cioè "Limburgo governato direttamente dagli Stati Generali", il parlamento dell'Unione, senza quindi diventare una provincia alla pari delle altre. Il resto del ducato (incluso il Limburgo stesso) rimase sotto il governo spagnolo come parte dei Paesi Bassi meridionali, passando sotto il governo austriaco con il Trattato di Utrecht nel 1713.
Quando la regione venne occupata dai francesi nel 1794, il Limburgo degli Stati divenne parte del Dipartimento della Mosa Inferiore.
Il ducato austriaco di Limburgo venne soppresso ed entrò a far parte del dipartimento dell'Ourte.

### Limburgo olandese e rifondazione del ducato
A seguito della sconfitta di Napoleone nel 1814, l'area venne riunita sotto il Regno Unito dei Paesi Bassi (comprendente all'epoca gli attuali Belgio, Lussemburgo e Paesi Bassi) e i dipartimenti della Mosa Inferiore e dell'Ourte rispettivamente formarono la nuova provincia di Limburgo e Liegi. Questa provincia copriva di fatto un'area ben superiore all'originario ducato.
Quando il Belgio, cattolico e di lingua francese, si staccò dai Paesi Bassi, calvinisti e di lingua filo-germanica, con la Rivoluzione belga nel 1830, la provincia di Limburgo fu la prima a passare sotto il governo belga. In ogni caso, con il Trattato dei XXIV articoli, la provincia venne divisa in due parti distinte: la parte ad est venne affidata ai Paesi Bassi e la parte ad ovest al Belgio, una divisione che persiste tutt'oggi.
Con il Trattato di Londra del 1839 una parte del Lussemburgo passò al Belgio e la rimanente divenne indipendente. Per appagare la Prussia, che dopo il Congresso di Vienna aveva perso l'accesso ai territori della Mosa, la provincia olandese di Limburgo (escluse le città di Maastricht e Venlo), venne unita alla Confederazione germanica tra il 1839 ed il 1866 con il nome di Ducato di Limburgo, rimanendo comunque parte del Regno dei Paesi Bassi. La provincia mantenne il titolo di "ducato" sino al 1906.

## Elenco dei conti e dei Duchi di Limburgo

### Conti di Limburgo
Casa di Ardennes-Bouillon 
- 1065–1082: Valerano I (ricevuto il ducato in eredità dalla moglie Giuditta, figlia di Federico della Bassa Lorena)
- 1082–1119: Enrico I (anche Duca della Bassa Lorena)

### Duchi di Limburgo
Casa di Ardennes-Bouillon 
- 1119–1139: Valerano II
- 1139–1170: Enrico II (anche Conte d'Arlon)
- 1170–1221: Enrico III (anche Conte d'Arlon)
- 1221–1226: Valerano III (anche Conte d'Arlon e Signore di Monjoie)
- 1226–1247: Enrico IV (anche Conte di Berg e Signore di Monjoie)
- 1247–1279: Valerano IV
- 1279–1283: Ermengarda (sposò il duca Reginaldo I di Gheldria)

 Casato di Wassenberg 
- 1283–1288: Rinaldo o Reginaldo I

Il Ducato di Limburgo venne perso da Rinaldo, nel 1288, dopo la battaglia di Worringen a favore dei duchi di Brabante, che presero il titolo di duca di Lorena e del Brabante e duca di Limburgo.
 Casato di Reginar (Casa di Lovanio) 
- 1288-1294: Giovanni I
- 1294-1312: Giovanni II
- 1312-1355: Giovanni III
- 1355-1406: Giovanna I

 Casa di Valois 
- 1406-1415: Antonio I (ereditò il ducato dalla prozia, Giovanna I)
- 1415-1427: Giovanni IV
- 1427-1430: Filippo I detto anche Filippo di Saint Pol
- 1430-1467: Filippo II detto anche Filippo il Buono
- 1467-1477: Carlo I
- 1477-1482: Maria I (sposò Massimiliano I d'Asburgo, reggente dal 1482 al 1494)

 Casa d'Asburgo 
- 1494-1506: Filippo III
- 1506-1555: Carlo II (anche Imperatore del Sacro Romano Impero come Carlo V e Re di Spagna come Carlo I)

All'abdicazione di Carlo II, le Diciassette Province andarono al ramo spagnolo degli Asburgo.
- 1555-1598: Filippo IV (anche Re di Spagna)
- Arciduchi Alberto e Isabella (1598-1621)
- 1621-1665: Filippo V (anche Re di Spagna)
- 1665-1700: Carlo III (anche Re di Spagna)

 Casa di Borbone 
- 1700-1706: Filippo VI (anche Re di Spagna)

A seguito della guerra di successione spagnola, le Diciassette Province ritornarono alla linea austriaca degli Asburgo.
- 1706-1740: Carlo IV (anche Imperatore del Sacro Romano Impero)
- 1740-1780: Maria II Teresa (anche Imperatrice del Sacro Romano Impero, Regina d'Ungheria e Regina di Boemia; moglie di Francesco I di Lorena)

 Casa d'Asburgo-Lorena 
- 1780-1789: Giuseppe I (anche Imperatore del Sacro Romano Impero)
- 1790-1792: Leopoldo I (anche Imperatore del Sacro Romano Impero)
- 1792-1794: Francesco I detto anche Il doppio imperatore[senza fonte] (anche Imperatore del Sacro Romano Impero, poi Imperatore d'Austria)

Con la conquista da parte della Francia rivoluzionaria, il Ducato è soppresso.
Viene ricostituito, nominalmente, dalla dinastia di Orange per ragioni di politica internazionale (vedi Ducato di Limburgo.
 Casato di Orange-Nassau 
- 1839–1840: Guglielmo I (anche Re dei Paesi Bassi e Granduca del Lussemburgo)
- 1840–1849: Guglielmo II (anche Re dei Paesi Bassi e Granduca del Lussemburgo)
- 1849–1866: Guglielmo III (anche Re dei Paesi Bassi e Granduca del Lussemburgo)